# Стара Маслянка
Стара Масля́нка (рос. Старая Маслянка) — село у складі Абатського району Тюменської області, Росія.
Населення — 189 осіб (2010, 274 у 2002).
Національний склад станом на 2002 рік:
- росіяни — 96 %